# 伊藤萬理華
伊藤萬理華（日语：／ Itō Marika，1996年2月20日—）是日本女藝人，為女子偶像團體乃木坂46前成員，神奈川縣出身，所屬經紀公司為乃木坂46合同會社。2011年以乃木坂46一期生身分出道。2017年12月23日自乃木坂46畢業，以演員為活動重心。

## 經歷
伊藤在4歲時開始學習芭蕾舞，並且在小學時曾經是舞蹈部的部長。中學時，她放棄參加課外活動，專注於芭蕾舞。
伊藤中學時期隸屬於經理公司Flos two，以成為模特兒為目標，並且參與了各式各樣的試鏡。高中一年級的夏天，雖然一直邊學習芭蕾舞，一邊展開模特兒的活動，但是由於她身高不夠，難以成為時裝模特兒，又無法訂下人生目標，因此她視乃木坂46一期生徵選為最後挑戰。
2011年8月21日，通過最終審查正式成為乃木坂46創團成員，徵選時唱的曲目是aiko的《獨角仙》。其後，她未有轉校，仍然就讀於一般的高中。11月14日，開通了個人的乃木坂46官方博客。
2012年2月22日，以乃木坂46的出道單曲《窗簾圍繞》的收錄曲《左胸的勇氣》和《可能想見你》而正式出道。5月2日，在乃木坂46第2張單曲《來吧Shampoo！》的Under曲《對狼吹口哨》中初次擔任Center。8月22日，在乃木坂46第3張單曲《奔馳吧！Bicycle》中首次成為選拔成員。
2013年3月13日，在乃木坂46第5張單曲《你就是希望》的特別影片中，收錄了伊藤的獨唱曲《Marikka'17》，她在影片中戴上了親戚所贈的Beats by Dr. Dre耳機，是乃木坂46的官方Youtube頻道的個人影片播放次數的第一位。
2014年3月，伊藤從高中畢業，升讀藝術大學。
2015年3月12日，伊藤的專欄「萬理華的腦內」在時裝雜誌《CUTiE》中開始連載。6月，她出演電影《EYES》，首次擔任女主角。6月5日，她的專欄「MARIKA MEETS CREATORS」在圖形設計專門雜誌《月刊MdN》中開始連載。
2016年1月8日，與生駒里奈、川村真洋一起在乃木神社舉行成年式。
2017年9月4日，在乃木坂46第19張單曲《及時行事》首次獲選為福神。10月2日，在官方部落格上宣布畢業。10月5日至12月3日，進行首個個人展覽「万理華的腦內展覽會」。11月7日、8日於東京巨蛋舉辦的「乃木坂46 盛夏的全國巡演2017 FINAL! IN TOKYO DOME」，為伊藤以乃木坂46成員身分最後一次參與的演唱會。12月23日，參加於仙台宮城產業交流中心舉行的個別握手會後，正式從乃木坂46畢業。
2018年1月31日，伊藤位於乃木坂46內的部落格正式關閉。2月20日，在22歲生日當天，發行首本個人寫真集《異邦人》（エトランゼ）。3月23日至25日播出的「NOGIZAKA46 6th Anniversary 乃木坂46時間TV」，為伊藤從乃木坂46畢業後首次與成員們共演。12月23日，開設個人官方網站。
2021年7月，首次主演電視連續劇《如果合您的耳朵的話。》。

## 人物
伊藤的暱稱是Marikka（まりっか）、Marika（まりか）、萬理茶（まりちゃ）和Bebitan（ベビたん）。她的自我介紹是「乃木坂46的Baby Face擔當，伊藤萬理華」。其名字萬理華的萬字代表萬花滿開、理代表聰穎、華代表華麗。她有一位哥哥，其父是一位圖形設計師，其母則是時裝設計師。

### 嗜好
伊藤愛吃梅、茄子、牛肉乾和蘘荷，喜歡的下酒菜是淋上忌廉芝士的鱈魚。將來的目標是女演員、與時裝相關的工作和舉行個人展覽。她憧憬的人是宮崎葵、ikumi和菊池亞希子。喜歡爬蟲類。
她經常聽古典音樂、爵士樂和搖滾樂。經常聽空想委員會、相對性理論、東京事變、APOGEE、亞細亞功夫世代和Galileo Galilei。推介的歌曲是Lenka的《Heart Skips A Beat》、APOGEE的《Star Honey》、J.A.M的《工業革命》、Galileo Galilei的《SIREN》、椎名林檎的《康乃馨》。

### 興趣
伊藤的興趣是觀察和收集苔藓植物和礦石、跳舞、時尚配搭、巡遊二手衫店和雜貨店、吃抹茶甜品和喝豆奶。
伊藤喜歡較為軟綿的苔藓植物，尤其喜歡纖枝短月蘚和真蘚。愛上苔藓植物是因為喜歡大自然，而被其綠色所吸引。礦石方面則喜歡未經人工處理的原石。
時尚配搭以菊池亞希子和設計師eri為參考對像。伊藤在小學時便穿母親的舊衫，中學時開始閱讀《裝苑》，喜歡卡奇色和紫色般的沉色。愛讀的時裝雜誌是《裝苑》、《花椿》、《Rookie》和《Masshu》。

### 特長
伊藤擅長畫畫、古典芭蕾、跳舞、書道和扮鬼臉。
她童年夢想成為漫畫家、芭蕾舞家和時裝設計師。她甚至有自己的漫畫作品。喜歡的漫畫作品是《太陽之家》、《鄰座的怪同學》、《閃爍的青春》和《花與打雷》。喜歡的動畫作品是《未聞花名》和《坂道上的阿波羅》。擅長的學科是體育和美術，中學時的美術成績是5，鍾情於超現實主義。
舞蹈方面是古典芭蕾、爵士舞和Hip Hop。

### 乃木坂46
伊藤曾經擔任《對狼吹口哨》、《當出生時》和《在這裏的理由》等Under曲的Center，喜歡的排舞則是《髮夾》。
伊藤和井上小百合、中元日芽香並稱為溫泉三人組或熱湯煙霧三姊妹，亦曾經與伊藤寧寧組成非官方組合伊藤chans，最初叫作W伊藤，但是後來由萬理華改成伊藤chans。
她認為乃木坂46各人以個人身份發展，各人再集合以團體身份亮相是最理想。

## 音樂作品
- 標註「★」符號表示該首歌曲有拍攝MV。

### 單曲
乃木坂46
|       | 發行日期        | 單曲名稱           | 參與歌曲名稱              | MV | 備註             |
| ----- | --------------- | ------------------ | ------------------------- | -- | ---------------- |
| 01st  | 2012年02月22日  | 窗簾圍繞           | 左胸的勇氣                | ★  | 出道作品         |
| 01st  | 2012年02月22日  | 窗簾圍繞           | 可能想見你                | ★  |                  |
| 01st  | 2012年02月22日  | 窗簾圍繞           | 乃木坂之詩                | ★  |                  |
| 02nd  | 2012年05月02日  | 來吧Shampoo！      | 對狼吹口哨                | ★  | Center           |
| 02nd  | 2012年05月02日  | 來吧Shampoo！      | 心之靈藥                  |    |                  |
| 03rd  | 2012年08月22日  | 奔馳吧！Bicycle    | 奔馳吧！Bicycle           | ★  | 選拔             |
| 03rd  | 2012年08月22日  | 奔馳吧！Bicycle    | 人為什麼奔跑？            | ★  |                  |
| 03rd  | 2012年08月22日  | 奔馳吧！Bicycle    | 沉默的吉他                | ★  |                  |
| 04th  | 2012年12月19日  | 制服模特兒         | 春天的旋律                | ★  |                  |
| 04th  | 2012年12月19日  | 制服模特兒         | 指望遠鏡～動畫版～        |    |                  |
| 05th  | 2013年03月13日  | 你就是希望         | 13日的星期五              | ★  |                  |
| 05th  | 2013年03月13日  | 你就是希望         | 乾脆一點                  | ★  |                  |
| 06th  | 2013年07月03日  | Girls' Rule        | Girls' Rule               | ★  | 選拔             |
| 06th  | 2013年07月03日  | Girls' Rule        | 世界上最孤獨的Lover       | ★  |                  |
| 06th  | 2013年07月03日  | Girls' Rule        | 從其他星星而來            | ★  |                  |
| 06th  | 2013年07月03日  | Girls' Rule        | 人們的樂器                |    |                  |
| 07th  | 2013年11月027日 | 髮夾               | 髮夾                      | ★  | 選拔             |
| 07th  | 2013年11月027日 | 髮夾               | 月亮的大小                | ★  |                  |
| 07th  | 2013年11月027日 | 髮夾               | 如此的笨蛋・・・          | ★  |                  |
| 08th  | 2014年04月02日  | 察覺時已是單戀     | 當出生時                  | ★  | Center           |
| 08th  | 2014年04月02日  | 察覺時已是單戀     | 呼吸的方法                |    |                  |
| 09th  | 2014年07月09日  | 夏天的Free&Easy    | 在這裡的理由              | ★  | Center           |
| 09th  | 2014年07月09日  | 夏天的Free&Easy    | 我如果不去的話會是誰去？  |    |                  |
| 010th | 2014年10月08日  | 第幾次的藍天？     | 那一天 我隨口說了一個謊言 | ★  |                  |
| 011th | 2015年03月18日  | 生命如此美好       | 生命如此美好              | ★  | 選拔             |
| 011th | 2015年03月18日  | 生命如此美好       | 事先預知的浪漫            | ★  |                  |
| 012th | 2015年07月22日  | 太陽敲敲門         | 太陽敲敲門                | ★  | 選拔             |
| 012th | 2015年07月22日  | 太陽敲敲門         | 羽毛的記憶                | ★  |                  |
| 013th | 2015年10月28日  | 此刻，想說話的對象 | 此刻，想說話的對象        | ★  | 選拔             |
| 013th | 2015年10月28日  | 此刻，想說話的對象 | POPIPAPAPA                | ★  |                  |
| 013th | 2015年10月28日  | 此刻，想說話的對象 | 忘卻悲傷的方法            | ★  |                  |
| 013th | 2015年10月28日  | 此刻，想說話的對象 | 間隙                      |    |                  |
| 014th | 2016年03月23日  | 當春紫苑盛開時     | 當春紫苑盛開時            | ★  | 選拔             |
| 014th | 2016年03月23日  | 當春紫苑盛開時     | 遙遠的不丹王國            |    |                  |
| 015th | 2016年07月27日  | 赤腳Summer         | 秘密塗鴉                  | ★  |                  |
| 015th | 2016年07月27日  | 赤腳Summer         | 無處可去的我們            |    | 與井上小百合合唱 |
| 016th | 2016年11月09日  | 再見的意義         | 再見的意義                | ★  | 選拔             |
| 016th | 2016年11月09日  | 再見的意義         | 孤獨的藍天                |    |                  |
| 017th | 2017年03月22日  | 大影响家           | 大影响家                  | ★  | 選拔             |
| 017th | 2017年03月22日  | 大影响家           | Another Ghost             | ★  | Nasuka           |
| 018th | 2017年08月09日  | 蜃景               | 蜃景                      | ★  | 選拔             |
| 018th | 2017年08月09日  | 蜃景               | 女人無法獨自入眠          | ★  |                  |
| 018th | 2017年08月09日  | 蜃景               | 漫長夏日…                 |    |                  |
| 018th | 2017年08月09日  | 蜃景               | 能盡情哭泣不是很好嗎？    |    |                  |
| 019th | 2017年010月11日 | 及時行事           | 及時行事                  | ★  | 十一福神         |
| 019th | 2017年010月11日 | 及時行事           | 失眠症                    |    |                  |

1. ↑  站位依據官方MV及演唱會正式呈現為參考依據。
2. 1 2  收錄於單獨發行的MV合集《ALL MV COLLECTION～當時的少女們～》。

其他
| 發行日期       | 單曲名稱   | 參與歌曲名稱    | MV | 備註     |
| -------------- | ---------- | --------------- | -- | -------- |
| 2012年07月25日 | 大人彩色糖 | 不再綁雙馬尾    | ★  | 麻友坂46 |
| 2017年03月15日 | Shoot Sign | 你最愛的 是誰？ | ★  | 坂道AKB  |

### 專輯
乃木坂46
|      | 發行日期       | 專輯名稱       | 參與歌曲名稱     | 備註 |
| ---- | -------------- | -------------- | ---------------- | ---- |
| 01st | 2015年01月07日 | 透明色         | 自由的彼方       |      |
| 02nd | 2016年05月25日 | 屬於我們的位子 | 契機             |      |
| 02nd | 2016年05月25日 | 屬於我們的位子 | 太陽的誘惑       |      |
| 02nd | 2016年05月25日 | 屬於我們的位子 | 環狀六號線       |      |
| 03rd | 2017年05月24日 | 最初的夢想     | 跳傘             |      |
| 03rd | 2017年05月24日 | 最初的夢想     | 指定溫度         |      |
| 03rd | 2017年05月24日 | 最初的夢想     | 對不起，果汁奶昔 |      |

## 演出

### 電視劇
- 欺詐偶像（2012年1月14日－4月7日，東京電視台）：飾演 伊藤萬理華[72]
- BAD BOYS J（2013年4月7日－6月23日，日本電視台）：飾演 三上實由[73]
- 海上診療所 第1集（2013年10月14日，富士電視台）：飾演 女大學生[74]
- 初森BEMARS 最終話（初森ベマーズ；2015年9月26日，東京電視台）：飾演 手塚（テヅカ）[75]
- 女生是朋友（2018年11月27日，TOKYO MX）：飾演 Mali（主演）[76]
- 狂賭之淵 Season2（2019年4月1日－29日，MBS／4月3日－5月1日，TBS）：飾演 犬八十夢[77]
- 潤一 第6話（2019年8月17日，關西電視台）：飾演 美夏[78]
- 東京設計誕生之日（2020年12月3日－24日，東京電視台）：飾演 遠藤七菜香[79]
- 為你著迷（2021年1月8日－2月5日，毎日放送）：飾演 篤子[80]
- 間諜家族～我家的特殊任務～（2021年3月21日，關西電視台）：飾演 上杉晴夏[81]
- 如果合您的耳朵的話。（日语：お耳に合いましたら。）（2021年7月9日－10月1日，東京電視台）：飾演 高村美園（主演）[38][82]
- Bank Over!史上最弱的強盜（2021年9月19日－26日，日本電視台）：飾演 後藤雫[83]
- WOWOW漫改劇《One Night Morning》第2集《蜂蜜吐司》（2022年8月12日，WOWOW）：飾演 Lily（靜子）[84]
- 旅行三明治（2022年9月23日，東京電視台）：飾演 榎本胡桃（主演）[85]
- 日常的絕景（2023年9月20日－10月4日，東京電視台）：飾演 町村景（主演）[86]
- 不要跨越時空，戀人們（2023年10月10日－12月19日，關西電視台、富士電視台）：飾演 天野凜音（天野りおん）[87]
- 假裝我是美羽小姐（2023年10月16日－12月7日，NHK綜合台）：飾演 五十嵐凛[88]
- PORTAL-X ～門對面的觀察紀錄～（2024年1月12日－3月1日，WOWOW）：飾演 露娜（主演）[89]
- 燕子未歸（2024年4月30日－7月2日，NHK綜合台、NHK BS Premium 4K）：飾演 河邊照代[90]
- %（2024年5月11日－6月1日，NHK綜合台、NHK BS Premium 4K）：飾演 吉澤未来（主演）[91]
- 欲望（如蜘絲般）（2025年4月4日，日本電影專門頻道）：飾演 佐佐木路美 [92]
- 终有一日，在無重力的宇宙中（2025年9月8日－，NHK綜合合）：飾演 木內晴子[93]

### 網絡劇
- 我們也是伊藤萬理華。（2020年10月9日－12月25日，LINE VISION）：飾演 伊藤萬理華（主演）[94]
- Bank Over! 特別篇（2021年9月，Hulu）：飾演 後藤雫（主演）[83]
- 出浴素描 第1、5、8集（2022年2月3日；3月3日、24日，光TV）：飾演 佐伯朋花[95]
- 青春方程式「Dreamer」（2022年3月14日，Amazon Prime Video）：飾演 美帆（女主角）[96]

### 電影
- 劇場版 BAD BOYS J-最後守護的事物-（2013年11月9日，Showgate（日语：博報堂DYミュージック&ピクチャーズ））：飾演 三上實由[97]
- EYES（日语：アイズ (2015年の映画)）（2015年6月6日，Jolly Roger（日语：ジョリー・ロジャー (企業)））：飾演 山本由佳里（主演）[98]
- Anniversary（2016年10月22日，T-JOY）- Anniversary內作品，飾演：絢子（主演）[99]
- 藏在心中的惡魔（2017年2月4日，KADOKAWA）：飾演 Mariko[100]
- 薙刀社青春日記（2017年9月22日，東寶）：飾演 野上繪里[101]
- 電影 狂賭之淵（2019年5月3日，GAGA）：飾演 犬八十夢[102]
- 在夏季電影（2021年8月6日，Phantom Film）：飾演 Hadashi（主演）[103]
- 去往更高處。（2022年10月14日，Happinetphantom）：飾演 安西美和[104]
- 雀斑（2022年12月16日，Rabbit House）：飾演 篠原睦美[105]
- 愛美100%（2023年9月23日，SPOTTED PRODUCITONS）：飾演 瀨尾[106]
- 女演員不哭（2023年12月1日，Magnetize）：飾演 咲[107]
- ChaCha（2024年10月11日，名古屋電視台／Culture Publisher）：飾演 ChaCha（主演）[108]
- 綠洲（2024年11月15日，SPOTTED PRODUCTIONS）：飾演 紅花（女主角）[109]
- 港口燈亮起來（2025年1月17日，太秦）：飾演 金子美悠[110][111]
- 糟糕的夏天（2025年3月20日，KlockWorx）：飾演 宮田有子[112]

### 短篇電影
- 像呼吸一樣（2021年9月18日，Bridgehead）：飾演 小秋（主演）[113][114]

### 電視動畫
- cocoon 繭 ～來自某個夏天的少女們～（2025年3月下旬，NHK BS）：飾演 桑[115]

### 舞台劇
- 女子落語（2015年6月18日、20日－21日、23日、27日，東京AiiA劇場）：飾演 防波亭手寅[116][117]
- 所有的狗都上天堂（日语：すべての犬は天国へ行く）（2015年10月1日－12日，東京AiiA劇場）：飾演 Clementine[118][119]
- 墳場，女高中生（2016年10月14日－22日，東京巨蛋城 THEATRE G-ROSSO（日语：シアターGロッソ））：飾演 日野陽子（主演）[120][121]
- 假面山莊殺人事件（2019年9月28日－10月6日，東京：日光劇場／10月11日－13日，大阪：Sankei Hall Breeze／10月19日，新潟：新潟市民藝術文化會館）：飾演 篠雪繪[122]
- 月刊「根本宗子」第17號（2019年12月13日－19日，新國立劇場 中劇場）：飾演 [123]
- 朗讀篇（2020年10月8日，PARCO劇場）[124]
- 月刊「根本宗子」第18號（2020年11月4日－8日，本多劇場）- 主演[125]
- DOORS（2021年5月16日－30日，東京：世田穀公共劇場／6月3日，群馬：太田市民會館／6月6日，新潟：新潟市民藝術文化會館／6月9日，富山：富山縣民會館／6月19日－20日，福岡：MomochiPalace 大Hall）：飾演 理理子[126]
- 寶飾時計（2023年1月9日－29日，東京：東京藝術劇場 Playhouse／2月2日－6日，大阪：森之宮Piloti Hall／2月10日－12日，佐賀：鳥栖市民文化會館／2月17日－19日，愛知：東海市藝術劇場／2月25日－26日，長野：Santomyuze）：飾演 田口杏香[127]
- BEAMS Nemoshu劇場（2024年11月8日－9日，BEAMS Women 原宿）[128][129]
- リプリー、あいにくの宇宙ね（2025年5月4日－25日，東京：本多劇場／6月3日，高知：高知縣立縣民文化Hall Orange Hall／6月6日－8日，大阪：森之宮Piloti Hall）：主演 Yuri（航海士）[130][131]

### 廣播節目
- 伊藤萬理華 my cue to run!（2021年12月28日、2022年12月9日，文化放送）- 主持人[132][133]

### 電視廣告
- PlayStation 4遊戲 GRAVITY DAZE 2「GRAVITY CAT／重力的眩暈貓」篇（2017年，索尼互動娛樂）- 網絡廣告[134]
- 夢幻之星Online2（2021年6月7日，世嘉）[135]
- Natalie 15周年紀念電影（2022年2月1日－，Natasha）[136][137]
- KANRO Pure軟糖
  - 「乘著心動的風。」（2022年4月8日－）[138]
  - 「心動不只戀愛」（2023年4月5日－）[139]
  - 「心動啊，帶我走吧。」（2024年4月5日－）[140]
- 不動產情報app「CANARY」（2023年1月10日－）- 與Hiccorohee共演[141]
- 三得利「三得利翠琴酒」（2024年6月－）- 網絡廣告[142]

### 平面代言
- une nana cool（2018年）[143]
- MOOSIC LAB 2018形象模特兒（2018年11月17日－12月14日）[144]
- Ground Y（2021年）[145]

### 音樂錄影帶
- KANA-BOON（2020年3月4日）[146]
- Cody・Lee (李)（2021年8月2日）[147]
- 電腦音樂俱樂部《KICK&GO（feat. 林青空）》（2022年7月27日）[148]
- Vaundy（2023年3月13日）[149]
- CreepHyp《喉仏》（2024年4月17日）[150]
- wacci《哪怕是微小的》（2024年10月12日）[151]

### 活動
- 歡迎來到伊勢丹宇宙分店～我們未來的百貨公司～（2015年12月26日－2016年1月12日，伊勢丹新宿店本館2樓）- 航空代理店 nn air 空中服務員[152]
- GirlsAward 2016 AUTUMN／WINTER（2016年10月8日，國立代代木競技場第一體育館）[153]
- 萬理華的腦內展覽會（2017年10月5日－15日，GALLERY X BY PARCO／10月21日－12月3日〈KYOTO NIPPON FESTIVAL〉，北野天滿宮文道會館／11月17日－12月3日〈mini〉，福岡PARCO）[30][32][154][155]
- ART BATTLE Kyoto（2019年9月6日，京都麗思卡爾頓酒店）- 嘉賓出演[156]
- 伊藤萬理華 EXHIBITION “HOMESICK”（2020年1月24日－2月11日，GALLERY X BY PARCO／2月28日－3月17日，梅田LOFT／3月31日－4月10日，名古屋PARCO東館／8月7日－23日，福岡PARCO新館／12月4日－27日，廣島PARCO新館／2021年1月9日－24日，札幌PARCO）[157][158]
- MARIKA ITO LIKE A EXHIBITION LIKEA（2021年12月2日－12月19日，GALLERY X BY PARCO）[159]

## 書籍
- LIKEA（ライカ；2022年12月20日，PARCO）[160][161]

### 寫真集
- 季刊 乃木坂 vol.3 涼秋（2014年9月4日，東京新聞通信社）[162]
- 異邦人（エトランゼ；2018年2月20日，集英社）[163]

### 雜誌連載
- CUTiE（日语：CUTiE）（2015年3月12日－8月11日，寶島社）- 萬理華的腦內[164]
- 月刊MdN（日语：エムディエヌコーポレーション）（2015年6月5日－2017年12月6日，MdN Corporation）- MARIKA MEETS CREATORS[165]
- 裝苑（2018年3月－，文化出版局）- 伊藤万理華のときめき録[166]
- Real Sound（2020年9月10日－，blueprint）- Marika’s Labo[167]
- ginzamag（2022年4月27日－）- 誰かのホーム・スイート・ホーム[168]

### 小說
- 飛城（2014年，IZURU KUMASAKA）- 熊坂出作品，伊藤萬理華繪圖[169]
- 再見暗殺者（2014年，IZURU KUMASAKA）- 熊坂出作品，伊藤萬理華繪圖[170]
- 神隱馬甲（2014年，IZURU KUMASAKA）- 熊坂出作品，伊藤萬理華繪圖[170]

## 獎項
- 第13屆 TAMA電影賞 最優秀新進女演員獎（《在夏季電影》、《像呼吸一樣》）[171]
- 第31屆 日本電影影評人大獎 新進女演員獎（《在夏季電影》）[172]

## 外部連結
- 伊藤萬理華官方網站（日語）
- 乃木坂46合同會社個人介紹頁 （页面存档备份，存于）（日語）
- 伊藤萬理華的Instagram帳戶（2017年9月20日－2025年1月30日）（日語）
- 伊藤萬理華的X（前Twitter）（2021年6月7日－）（日語）
- 伊藤萬理華寫真集《異邦人》官方的X（前Twitter）（2018年1月28日－）（日語）

乃木坂46時期
- 乃木坂46 伊藤萬理華 個人簡介（2011年8月21日－2018年1月31日）（日語）
- 乃木坂46 伊藤萬理華 官方部落格（2011年11月14日－2018年1月31日）（日語）
- 伊藤萬理華 官方755（日語）